# Arrour
 (octobre 2020).
Arrour (en Tamazight : Aεrur, en tifinagh : ⴰⵄⵔⵓⵔ, en arabe : أعرور) est un village situé à l'est de la commune de Tirmitine, daïra Draâ Ben Khedda dans la wilaya de Tizi Ouzou, en Algérie.

## Situation géographique
Il est délimité au Nord par le village de Tala Bumlil, au Sud par le village de Tirmitin Oufella, à l'Est par le village Ourti Oubaqach et à l'Ouest par les villages de Menasra, Izanuten ainsi que Tigruja[pas clair].
Le village est traversé par deux rivières, Ighzer Oumalou du côté Est, ainsi qu'Ighzer Tirmitin (Tiqesray et laεnasar) du côté Ouest. Elles se rejoignent du côté Nord du village au lieu-dit Ighzer Bumlil, pour ensuite former ce qui s'appelle Ighzer Taâchach (affluant du "asif bugdura", lui-même affluant du Oued Sibaou.

### Villages limitrophes
| Tigruja | Tala Bumlil      |                |
| Menasra | Arrour           | Ourti Oubaqach |
|         | Tirmitin Oufella |                |

## Histoire
Le village semble être particulièrement ancien car il présente des traits archaïques comme le fait que les maisons traditionnelles (Tizeghwin) sont présentes dans certains quartiers et l’étaient presque partout avant le séisme de 2003. Le village a toute l’allure d’une cité-état, d’autant plus qu'Arrour ne fait pas partie de la tribu des Aït Khlifa ou des Aït Arrif, tout porte à croire que le village est une ancienne cité-état (Ighrem).
Parmi l’un des faits historiques retenus par les villageois de Aɛrur (iwaɛruren), il y a celui de la bombe de l'armée française. L'armée française se trouvant à Tiqubayin (face au village), avait tiré une bombe sur le village à l’endroit où se trouve la mosquée actuelle. Il s’y trouvait alors un bâtiment dédié à l’assemblée du village (Agraw/Tajmayt), dont les anciens disent qu’il est gardé par un saint gardien appelé Amagaz bbwAɛrur (aujourd’hui Aɛessas bbwAɛrur, Amagaz est le vrai nom kabyle du mot Aɛessas qui est d’origine arabe), la bombe en percutant le bâtiment n’explosa pas, ce qui renforça la croyance et l’allégeance des anciens au saint gardien de Arrour, plus tard ils bâtirent la mosquée à l’emplacement de l’ancien bâtiment.Les familles du village ont toutes donné des chahids (martyrs) à la Guerre d’Algérie lors de la colonisation française un siècle plus tôt.

## Traditions et coutumes
- Timechrit (Timecṛeṭṭ) : Le village maintient cette tradition depuis l'indépendance de l'Algérie en 1962, à raison de deux fois par an (à l'occasion de Lɛid Tameẓyant et du Mulud). Néanmoins, et depuis la décennie noire que traversa l'Algérie durant les années 1990, durant laquelle cette tradition fut tout bonnement abandonnée, Timecṛeṭṭ est organisée une fois par an à l'occasion de Lɛid Tameẓyant, par le comité de village (Agraw/Tajmayt).
- Campagnes de nettoyage et volontariats : à la fin de chaque printemps, et sous l'égide du comité de village et de l'association Tizi N'wassa, des campagnes de volontariats sont organisées dans le village afin de débroussailler les accès au village, pour prévenir tout risque d'incendie durant l'été, et faciliter l'accès aux champs d'oliviers (surtout vers Ighzer Boumlil, Tiwririn, Tazemmurt Bulman et Ighzer Oumalou).
- Mis à part les fêtes annuelles, nous retrouvons à Aɛrur, comme partout en Kabylie, des endroits qui détiennent le sacré, et dont on dit qu'ils sont surveillés par une sentinelle (Aɛessas). Aussi, nous trouvons Azru n Yighil (prononcez Aẓṛu ggiɣil) gardé par un Aɛessas. On trouve aussi Aɛessas Bahlul un grand olivier sauvage (Taḥcaṭ). Et il y a évidemment Amagaz n wAɛrur (aujourd’hui Aɛessas bbwAɛrur) gardien du village qui réside dans la mosquée (Ǧama).
- La chasse (Aseddaw/Asḍaḍ/Syada) est une pratique courante des Arrouriens qui sont d’excellents chasseurs. Comme dans la plupart des régions kabyles, on y chasse des oiseaux (Ifrax/Igḍaḍ), des lapins (Iwutal), des sangliers (Ilfan) et beaucoup d’autres gibier.
- Le terrorisme étant a priori éradiqués de la région, les fêtes maraboutiques ont repris. Ainsi, on fait ce qui s’appelle Zerda (on dit aussi Tamensiwt ou Lembat). Il s’agit d’un grand rassemblement organisé par les marabouts durant lequel on sacrifie des bêtes et chante à la gloire de Dieu (Agellid Ameqqwran), des saints (Imagazen, Iɛassassen), et des esprits ainsi qu’aux forces bienfaisantes. Le rituel de la Ḥadra est alors effectué.

## Infrastructures
Les infrastructures sont quasi inexistantes au niveau de Arrour, mis à part :
- La mosquée[1] : appelée communément Lǧamaɛ n wAɛrur (prononcez « Lǧemaɛ bbwAɛrur »), elle a été sévèrement endommagée durant le séisme du 21 mai 2003. Sa reconstruction a duré plus d'une décennie, et a été livrée au printemps 2017.
- L'école primaire[2] : Elle se situe au quartier Izwawen. Elle a ouvert ses portes en septembre 1993. Elle compte six classes, ainsi qu'une cantine scolaire.
- En l'absence d'infrastructures sportives permettant d'absorber la passion de ces nombreux jeunes du village, ces derniers se tournent vers des "stades" se situant en dehors. C'est donc à Inurar n Tquva3ine ou à Tiwririn[3] que ces jeunes se dirigent en quête de distraction. Ce manque d'infrastructures sportives ne les empêche pas de jouer les premiers rôles dans tous les tournois inter-villages de la commune, et cela depuis les années 1980 et la fameuse "COUPE TRICITI"[4].

Le village est raccordé au réseau d'eau potable, au réseau électrique depuis 1987, et au gaz naturel depuis 2015.
D'autre part, et à ce jour, il n'y a toujours pas de réseau de téléphonie fixe et internet.

## Transports
Le village est traversé par un chemin de wilaya, qui relie Tizi Ouzou à Maâtkas. Il se situe à environ 15 km du chef-lieu de la wilaya.
Pour les transports en commun, on dénombre deux lignes principales qui passent par Aɛrur. La ligne Tirmitine - Tizi Ouzou (Gare de Boukhalfa), ainsi que la ligne Tirmitine - Draâ Ben Khedda. La desserte s'effectue en fourgon (ou minibus), et la place coûte environ 50 dinars algériens.

## Quartiers
Les quartiers notables du village Arrour sont :
- Isummer
- Isummer badda
- Izwawen
- L'arrêt
- Iɣil n Ẓaɛẓu
- Tizi n Wassa
- Agwni
- Icihawen
- Tazemmurt Bulman
- Tazemmurt n tiɣilt
- Iqqecuden
- Tadekwart n tmaḍast
- Taqwarrabt
- Wugaẓiḍen
- Iɣzer Bumlil
- Iɣzer Umalu
- Abasan
- Ugdis
- La3nasar
- Ta3erqubt arebi
- Tiqesray
- Tigwnatin
- Lhed Uhemuda
- Amalu

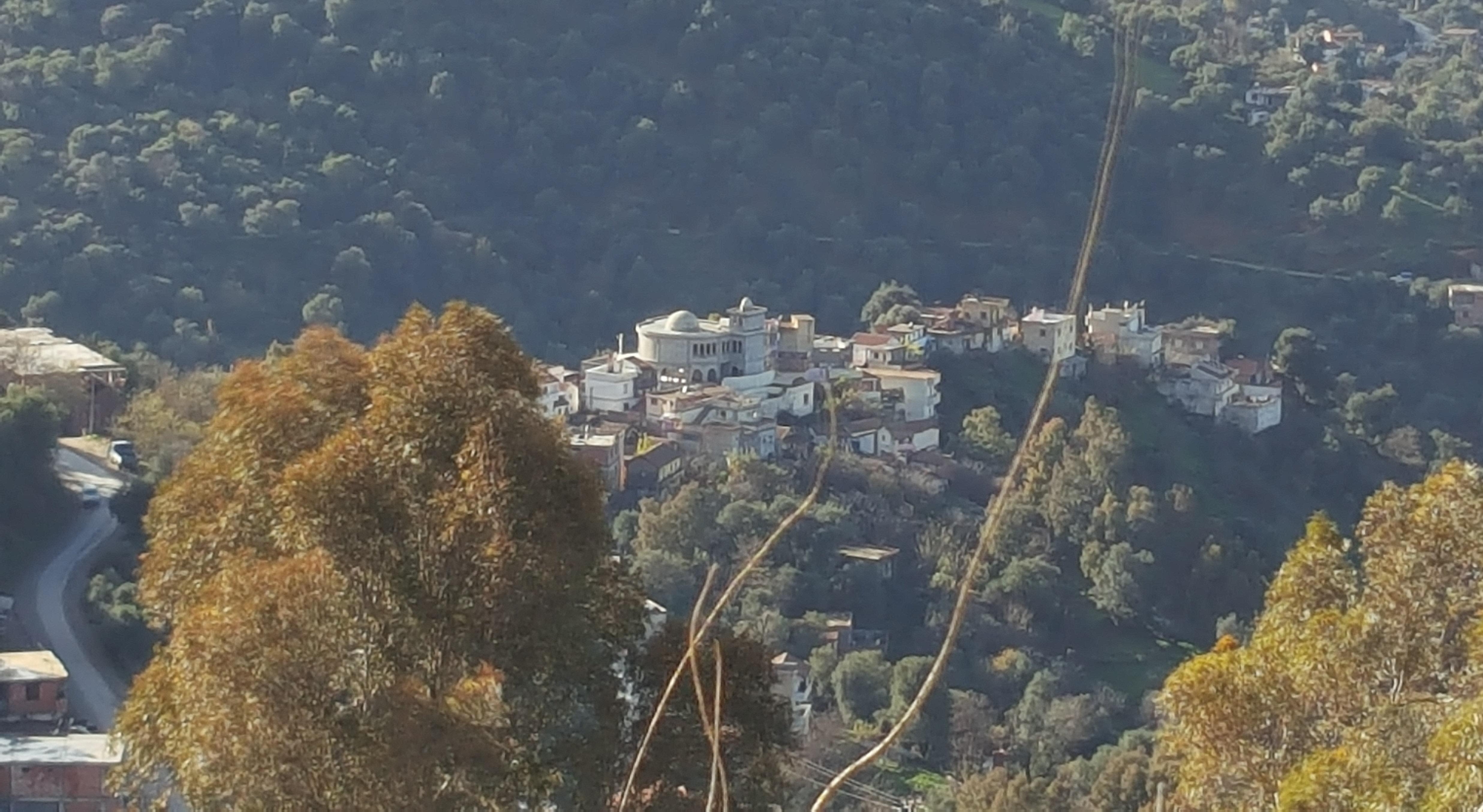
Arrour depuis Thighilt N Trahi.

- tiεemurin n izra (ssur muh bemɣar)